# Erateina gerta
Erateina gerta är en fjärilsart som beskrevs av Max Joseph Bastelberger 1907. Erateina gerta ingår i släktet Erateina och familjen mätare. Inga underarter finns listade i Catalogue of Life.